# Zwitsers voetbalelftal in 2013
Het Zwitsers voetbalelftal speelde negen interlands in het jaar 2013, waaronder zes duels in de kwalificatiereeks voor het WK voetbal 2014 in Brazilië. De selectie stond onder leiding van de Duitse bondscoach Ottmar Hitzfeld. Op de in 1993 geïntroduceerde FIFA-wereldranglijst steeg Zwitserland in 2013 van de dertiende (januari 2013) naar de achtste plaats (december 2013).

## Balans
| Wedstrijden | Wedstrijden | Wedstrijden | Wedstrijden | Doelpunten | Doelpunten | Doelpunten | Punten |
| Gespeeld    | Winst       | Gelijk      | Verlies     | Voor       | Tegen      | Saldo      | Punten |
| ----------- | ----------- | ----------- | ----------- | ---------- | ---------- | ---------- | ------ |
| 9           | 5           | 3           | 1           | 12         | 7          | +5         | 1.444  |

## Interlands
|                                                                 |             |       |             |                                                                                                  |
| 6 februari Vriendschappelijk № 731 «onderlinge duels» 20:30 uur | Griekenland | 0 – 0 | Zwitserland | Georgios Karaiskákis Stadion, Piraeus Toeschouwers: 13.000 Scheidsrechter: Alberto Undiano (ESP) |
| 6 februari Vriendschappelijk № 731 «onderlinge duels» 20:30 uur |             |       |             | Georgios Karaiskákis Stadion, Piraeus Toeschouwers: 13.000 Scheidsrechter: Alberto Undiano (ESP) |

|                                                           |        |       |             |                                                                             |
| 23 maart WK-kwalificatie Groep E № 732 «onderlinge duels» | Cyprus | 0 – 0 | Zwitserland | GSP Stadion, Nicosia Toeschouwers: 3.572 Scheidsrechter: Manuel Gräfe (GER) |
| 23 maart WK-kwalificatie Groep E № 732 «onderlinge duels» |        |       |             | GSP Stadion, Nicosia Toeschouwers: 3.572 Scheidsrechter: Manuel Gräfe (GER) |

|                                                                   |                     |       |        |                                                                                    |
| 7 juni WK-kwalificatie Groep E № 733 «onderlinge duels» 17:30 uur | Zwitserland         | 1 – 0 | Cyprus | Stade de Genève, Genève Toeschouwers: 16.900 Scheidsrechter: Paolo Mazzoleni (ITA) |
| 7 juni WK-kwalificatie Groep E № 733 «onderlinge duels» 17:30 uur | Haris Seferovic 90' |       |        | Stade de Genève, Genève Toeschouwers: 16.900 Scheidsrechter: Paolo Mazzoleni (ITA) |

|                                                                  |                         |       |          |                                                                                |
| 14 augustus Vriendschappelijk № 734 «onderlinge duels» 20:45 uur | Zwitserland             | 1 – 0 | Brazilië | St. Jakob-Park, Basel Toeschouwers: 31.100 Scheidsrechter: Deniz Aytekin (GER) |
| 14 augustus Vriendschappelijk № 734 «onderlinge duels» 20:45 uur | Daniel Alves 48' (e.d.) |       |          | St. Jakob-Park, Basel Toeschouwers: 31.100 Scheidsrechter: Deniz Aytekin (GER) |

|                                                                        |                                                                                               |       |                                                                                               |                                                                                  |
| 5 september WK-kwalificatie Groep E № 735 «onderlinge duels» 20:30 uur | Zwitserland                                                                                   | 4 – 4 | IJsland                                                                                       | Stade de Suisse, Bern Toeschouwers: 26.000 Scheidsrechter: Sergej Karasjov (RUS) |
| 5 september WK-kwalificatie Groep E № 735 «onderlinge duels» 20:30 uur | Stephan Lichtsteiner 15' Fabian Schär 27' Stephan Lichtsteiner 30' Blerim Džemaili 54' (pen.) |       | 3' Jóhann Guðmundsson 56' Kolbeinn Sigþórsson 68' Jóhann Guðmundsson 90+1' Jóhann Guðmundsson | Stade de Suisse, Bern Toeschouwers: 26.000 Scheidsrechter: Sergej Karasjov (RUS) |

|                                                                         |           |                                   |             |                                                                               |
| 10 september WK-kwalificatie Groep E № 736 «onderlinge duels» 19:00 uur | Noorwegen | 0 – 2                             | Zwitserland | Ullevaal Stadion, Oslo Toeschouwers: 16.631 Scheidsrechter: Howard Webb (ENG) |
| 10 september WK-kwalificatie Groep E № 736 «onderlinge duels» 19:00 uur |           | 12' Fabian Schär 51' Fabian Schär |             | Ullevaal Stadion, Oslo Toeschouwers: 16.631 Scheidsrechter: Howard Webb (ENG) |

|                                                                       |                         |       |                                      |                                                                                                |
| 11 oktober WK-kwalificatie Groep E № 737 «onderlinge duels» 20:30 uur | Albanië                 | 1 – 2 | Zwitserland                          | Stadiumi Kombetar Qemal Stafa, Tirana Toeschouwers: 20.000 Scheidsrechter: Pedro Proença (POR) |
| 11 oktober WK-kwalificatie Groep E № 737 «onderlinge duels» 20:30 uur | Hamdi Salihi 89' (pen.) |       | 48' Xherdan Shaqiri 78' Michael Lang | Stadiumi Kombetar Qemal Stafa, Tirana Toeschouwers: 20.000 Scheidsrechter: Pedro Proença (POR) |

|                                                                       |                  |       |          |                                                                                |
| 15 oktober WK-kwalificatie Groep E № 738 «onderlinge duels» 20:00 uur | Zwitserland      | 1 – 0 | Slovenië | Stade de Suisse, Bern Toeschouwers: 22.014 Scheidsrechter: Björn Kuipers (NED) |
| 15 oktober WK-kwalificatie Groep E № 738 «onderlinge duels» 20:00 uur | Granit Xhaka 73' |       |          | Stade de Suisse, Bern Toeschouwers: 22.014 Scheidsrechter: Björn Kuipers (NED) |

|                                                                  |                                      |       |                  |                                                                                      |
| 15 november Vriendschappelijk № 739 «onderlinge duels» 20:00 uur | Zuid-Korea                           | 2 – 1 | Zwitserland      | Seoul World Cup Stadion, Seoul Toeschouwers: 40.000 Scheidsrechter: Diego Abal (ARG) |
| 15 november Vriendschappelijk № 739 «onderlinge duels» 20:00 uur | Hong Jeong-ho 59' Lee Chung-yong 87' |       | 7' Pajtim Kasami | Seoul World Cup Stadion, Seoul Toeschouwers: 40.000 Scheidsrechter: Diego Abal (ARG) |

## FIFA-wereldranglijst
| JAN | FEB | MAR | APR | MEI | JUN | JUL | AUG | SEP | OKT | NOV | DEC |
| --- | --- | --- | --- | --- | --- | --- | --- | --- | --- | --- | --- |
| 13  | 14  | 14  | 15  | 14  | 14  | 16  | 15  | 14  | 7   | 8   | 8   |

## Statistieken
| Diego Benaglio       | 1983-09-08 | VfL Wolfsburg       | 6 | 0 | 0 | 54 | 0 |
| Yann Sommer          | 1988-12-17 | FC Basel            | 3 | 0 | 0 | 5  | 0 |
| Verdediging          |            |                     |   |   |   |    |   |
| Ricardo Rodríguez    | 1992-08-25 | VfL Wolfsburg       | 7 | 0 | 0 |    |   |
| Steve von Bergen     | 1983-06-10 | BSC Young Boys      | 7 | 0 | 0 |    |   |
| Stephan Lichtsteiner | 1984-01-16 | Juventus            | 6 | 0 | 2 |    |   |
| Fabian Schär         | 1991-12-20 | FC Basel            | 4 | 1 | 3 |    |   |
| Johan Djourou        | 1987-01-18 | Hamburger SV        | 4 | 0 | 0 |    |   |
| Michael Lang         | 1991-02-08 | Grasshopper Zürich  | 3 | 1 | 1 |    |   |
| Philippe Senderos    | 1985-02-14 | Valencia CF         | 2 | 3 | 0 |    |   |
| Reto Ziegler         | 1986-01-16 | US Sassuolo         | 2 | 0 | 0 |    |   |
| Timm Klose           | 1988-05-09 | VfL Wolfsburg       | 1 | 2 | 0 |    |   |
| Michel Morganella    | 1989-05-17 | US Palermo          | 0 | 1 | 0 |    |   |
| Middenveld           |            |                     |   |   |   |    |   |
| Granit Xhaka         | 1992-09-27 | Borussia M'gladbach | 7 | 1 | 1 |    |   |
| Valon Behrami        | 1985-04-19 | SSC Napoli          | 7 | 0 | 0 |    |   |
| Gökhan İnler         | 1984-06-27 | SSC Napoli          | 6 | 1 | 0 |    |   |
| Blerim Džemaili      | 1986-04-12 | SSC Napoli          | 4 | 3 | 1 |    |   |
| Tranquillo Barnetta  | 1985-05-22 | Eintracht Frankfurt | 3 | 3 | 0 |    |   |
| Pajtim Kasami        | 1992-06-02 | Fulham FC           | 1 | 1 | 1 |    |   |
| Pirmin Schwegler     | 1987-03-09 | Eintracht Frankfurt | 1 | 1 | 0 |    |   |
| Gelson Fernandes     | 1986-09-02 | SC Freiburg         | 0 | 5 | 0 |    |   |
| Fabian Lustenberger  | 1988-05-02 | Hertha BSC          | 0 | 1 | 0 |    |   |
| Aanval               |            |                     |   |   |   |    |   |
| Haris Seferović      | 1992-02-22 | Real Sociedad       | 7 | 2 | 1 |    |   |
| Valentin Stocker     | 1989-04-12 | FC Basel            | 6 | 1 | 0 | 21 | 3 |
| Xherdan Shaqiri      | 1991-10-10 | Bayern München      | 6 | 0 | 1 |    |   |
| Admir Mehmedi        | 1991-03-16 | SC Freiburg         | 2 | 3 | 0 |    |   |
| Mario Gavranović     | 1989-11-24 | FC Zürich           | 2 | 2 | 0 |    |   |
| Josip Drmić          | 1992-08-08 | 1. FC Nürnberg      | 1 | 2 | 0 |    |   |
| Innocent Emeghara    | 1989-05-27 | AS Livorno          | 1 | 0 | 0 | 9  | 0 |
| Eren Derdiyok        | 1988-06-12 | Bayer 04 Leverkusen | 0 | 2 | 0 |    |   |